# جيرانت ديفيز (سياسي)
جيرانت ديفيز هو سياسي بريطاني، ولد في 1 ديسمبر 1948 في المملكة المتحدة. حزبياً، نشط في بلاد كيمري. في انتخابات الجمعية الوطنية الويلزية 1999 ‏، انتخب عضو الجمعية الوطنية الويلزية الأولى عن دائرة Rhondda (Senedd constituency) ‏ وقد انضم خلال فترته النيابية ‏ (6 مايو 1999 – 2 أبريل 2003) للكتلة البرلمانية بلاد كيمري.